# The Way of a Mother (film, 1915)
Pour les articles homonymes, voir The Way of a Mother.
The Way of a Mother est un film muet américain réalisé par Jack Conway et sorti en 1915.

## Fiche technique
- Réalisation : Jack Conway
- Durée : 20 minutes
- Date de sortie : 
  - États-Unis :14 août 1915

## Distribution
- Marguerite Marsh : Gladys Ducane
- George Walsh : Robert Harding
- Josephine Crowell : Mrs Harding
- Joseph Henabery : Henry Bartlett
- Margery Wilson
- Claire Anderson
- Betty Marsh